# Waldemar Fenn

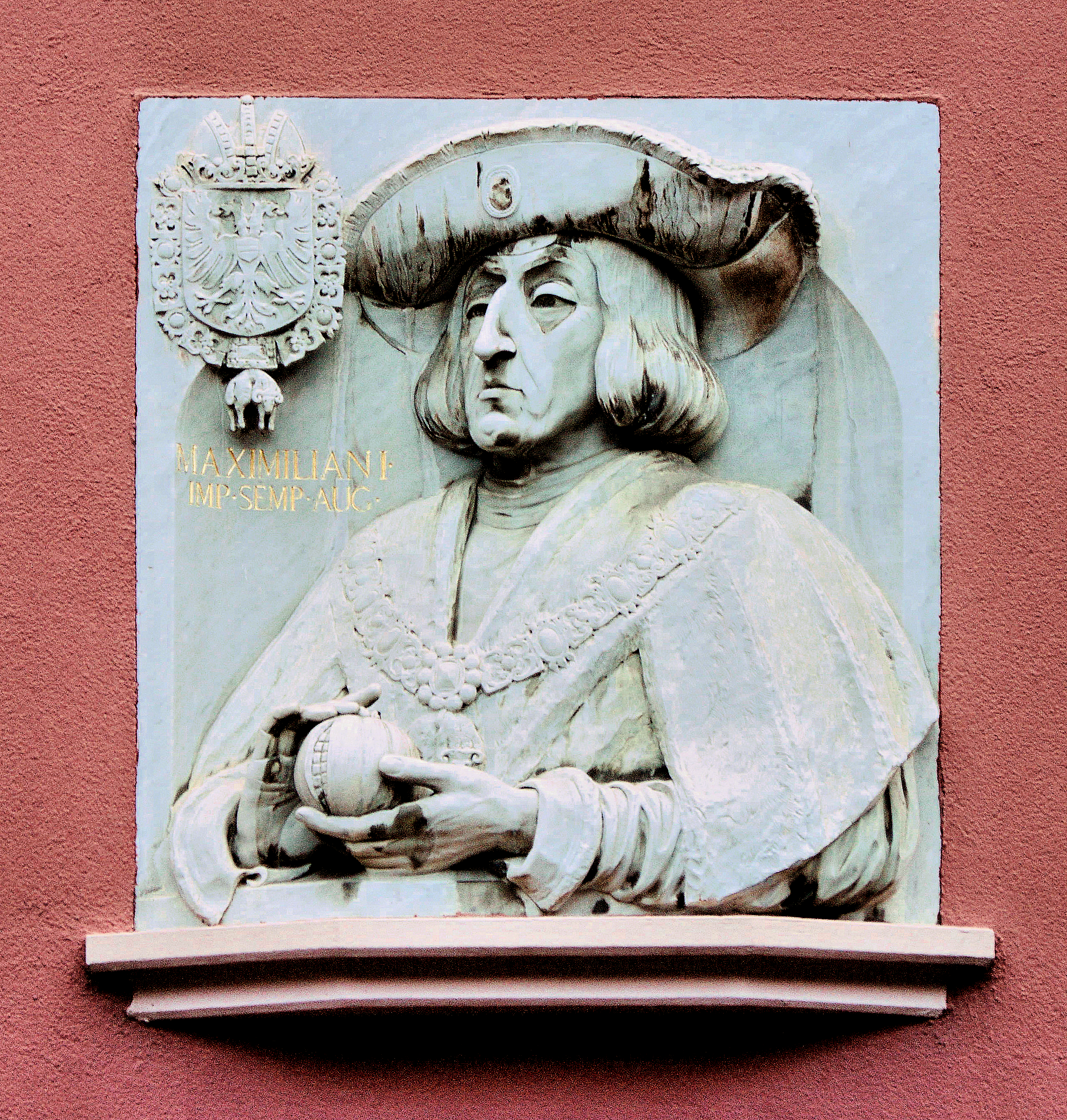
Retrat en marbre de Maximilià I del Sacre Imperi Romanogermànic, obra de Waldemar Fenn (ca. 1910)

Waldemar Fenn   (Frankfurt del Main, 7 d'octubre de 1877 - Maó, 22 de maig de 1955) va ser un escultor i prehistoriador alemany que va passar bona part de la seva vida a Menorca.

## Biografia
Els pares de Waldemar Fenn van ser el professor de música Horace Alexander Friedrich Fenn (nascut el 4 de juliol de 1838 a Amorbach) i la seva dona Friederike Louise Bertha (nascuda el 31 d'agost de 1851), que provenia de Colònia (Alemanya). La parella es va casar el 31 de març de 1877, i l'octubre del mateix any va néixer Waldemar.
Waldemar va estudiar el batxillerat a Friburg, i a Estrasburg va ser alumne de l'escola de superior de Belles Arts. A la universitat d'aquesta mateixa ciutat va estudiar anatomia, història de l'art i arqueologia. A Múnic i Berlín va finalitzar la seva formació com a escultor. Després de passar per Roma, Nàpols i Florència va tornar a Estrasburg, on va col·laborar en l'habilitació del Museu Arqueològic d'Alsàcia-Lorena. Fenn vivia a Estrasburg, ciutat que llavors pertanyia a l'Imperi alemany, cap a 1901, any en el qual va publicar dos assajos a la revista Das Kunstgewerbe in Elsaß-Lothringen. Fenn i la seva mare vídua van anar a viure a Friburg de Brisgòvia almenys des de novembre de 1907. El 1908 es casà amb Sofie Anny Maria Schäfer (nascuda el 7 de gener de 1881 a Hannover).
El 1911, la parella es va traslladar de Friburg a Frankfurt del Main, i el 1916 van desplaçar la seva residència a Wiesbaden. Allà, Anny Fenn va obrir una botiga per a la venda d'articles d'artesania. El mateix any, Waldemar Fenn va participar en l'exposició d'octubre-novembre del Nassauischer Kunstverein Wiesbaden i va vendre les seves obres Amazone i Tänzerin.
La Primera Guerra Mundial va suposar una interrupció dels seus treballs com a escultor, ja que es va haver d'incorporar a l'exèrcit.
Poc després de la guerra, Fenn va visitar Menorca i va quedar captivat pels seus paisatges i, sobretot, per la seva prehistòria. Waldemar va passar a l'illa les tres darreres dècades de la seva vida i hi va treballar com a escultor, a més d'exercir de cònsol honorífic alemany.

## Obra escultòrica a Menorca
El seu treball escultòric més significatiu a Menorca va ser el bust de l'almirall Augusto Miranda y Godoy, promotor i impulsor de la base naval del port de Maó durant el seu mandat com a Ministre de la Marina (1913-1919). Aquest bust, de dos metres d'alçada i de línies clàssiques i massisses, va ser la primera escultura urbana de Maó i està ubicat a la plaça Miranda. També va elaborar, després de la Guerra Civil, un Crist jacent per a l'Església de Santa Maria de Maó i una Verge per al Santuari de la Mare de Déu de Gràcia.

## Treballs sobre arqueologia prehistòrica

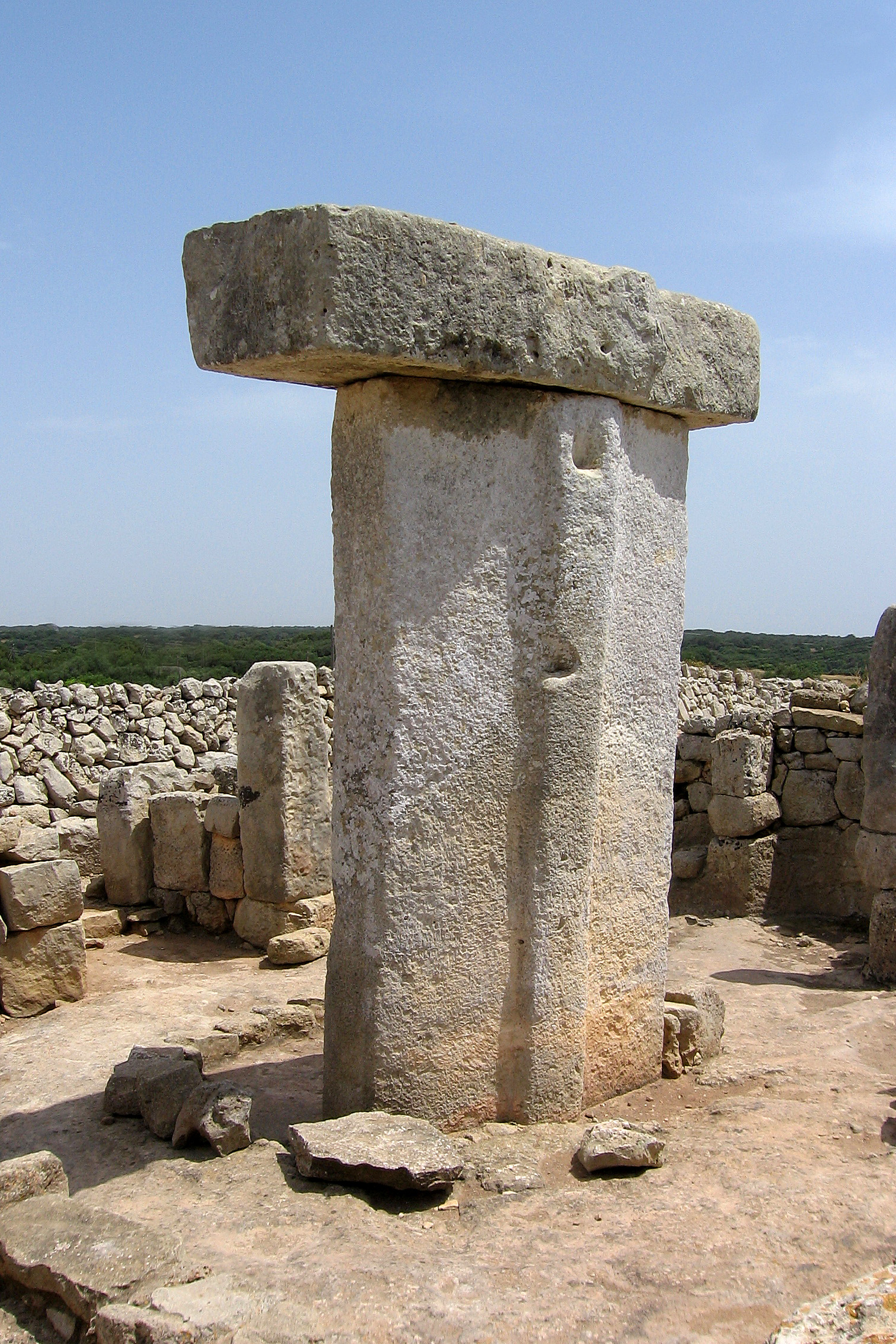
Taula del Poblat talaiòtic de Torralba d'en Salort, un dels edificis prehistòrics menorquins sobre els quals va investigar Waldemar Fenn

Fenn també va investigar la prehistòria de l'illa, entrant en contacte amb els investigadors illencs i les institucions científiques menorquines. Va desenvolupar una teoria sobre el simbolisme i funció dels recintes de taula, en la qual proposava que aquests edificis talaiòtics estarien relacionats amb l'astronomia. Fenn anomena als recintes de taula “templos núricos”, seguint la terminologia que utilitzava Margaret Murray per referir-se a allò que avui coneixem com a cultura talaiòtica.
Segons Fenn, la planta dels recintes de taula seria una representació de certs fenòmens astronòmics observats pels menorquins prehistòrics. Així, l'absis arrodonit, i generalment orientat cap al nord, representaria la rotació de l'espai celeste al voltant de l'estrella polar. La façana còncava, que mira generalment cap al sud, representaria l'arc que descriu el sol en el seu recorregut diari.
Així mateix, ell considera que s'ha de descartar que les taules constitueixin el pilar central per suportar la coberta dels recintes de taula, com havia proposat Émile Cartailhac i que han de tenir una altra funció, bàsicament simbòlica. Així, Fenn considera que la llosa superior de la taula, disposada horitzontalment, representaria la pròpia illa de Menorca. Segons ell, l'illa sembla sorgir abruptament de les profunditats marines, fet que estaria representat per la pedra vertical que suporta la llosa horitzontal.
Per altra banda, la disposició de certs elements dins dels recintes de taula, que segons Fenn no encaixa amb els moviments del sol, el porta a considerar que a l'època de construcció de les taules hauria existit a Menorca un culte lunar.
Posteriorment, publicaria un llibre on defensava que l'origen de la cultura europea es trobava a la península Ibèrica i no al Mediterrani oriental i el Pròxim Orient. En aquest llibre hi tornaria a reflectir les seves teories sobre les taules menorquines.

## Publicacions
- Römisches Kunstgewerbe im Elsass a: Das Kunstgewerbe in Elsaß-Lothringen, 2, 1901/02, 1–8.
- Zur ästhetischen Krisis a: Das Kunstgewerbe in Elsaß-Lothringen, 2, 1901/02, 142–154.
- Las Taulas de la isla de Menorca a: Revista de Menorca, 34, 97–105
- Las Taulas de la isla de Menorca II a: Revista de Menorca, 36, 256–269
- Las Taulas de la isla de Menorca III a: Revista de Menorca, 37, 59–79
- Gráfica prehistórica de España y el origen de la cultura europea. Astronomía, cosmología, simbolismo religioso, la escritura ibérica y los alfabetos europeos. Maó, 1950.